# Skoll (mjesec)
Skoll (također Saturn XLVII) je prirodni satelit planeta Saturn otkriven 2006. godine. Vanjski nepravilni satelit iz Nordijske grupe s oko 6 kilometara u promjeru i orbitalnim periodom od 869 dana.